# Yari Allnutt
Yari Allnutt (Baltimora, 2 febbraio 1970) è un ex calciatore statunitense, di ruolo attaccante.